# Hikaru Aoyama
Hikaru Aoyama (en japonés: 青山 ひかる; romanizado: Aoyama Hikaru) (Sasebo, Nagasaki; 13 de junio de 1993) es una actriz, gravure idol y tarento japonesa. Está representada por la agencia 01familia.

## Carrera
Aoyama debutó como gravure idol en 2013. En abril de ese mismo año, ganó el primer Gran Premio del Concurso "Jigadoru" (Premio Lily Franky) y en octubre se alzó con el premio especial de los fans "Shiodome Gravure Koshien 2014" de Nippon Television. También ganó el premio Idol DVD Award en la categoría de Sector Profesionales en 2014.
En mayo de 2015, terminó su etapa con el grupo de gravure idols Sakuragaoka Chocolat y se unió a un nuevo grupo llamado Sherbet en agosto del mismo año.
Dejó su anterior agencia, Entermax Promotions, en 2017 y se unió a 01familia. Bajo esta nueva compañía, ha continuado realizando su actividad con apariciones en portadas de revistas, a menudo con otras modelos de su agencia.
Hizo una aparición en el videojuego Yakuza Kiwami 2, editado por Sega en diciembre de 2017, como una gravure idol.